# Fabricant d'armes

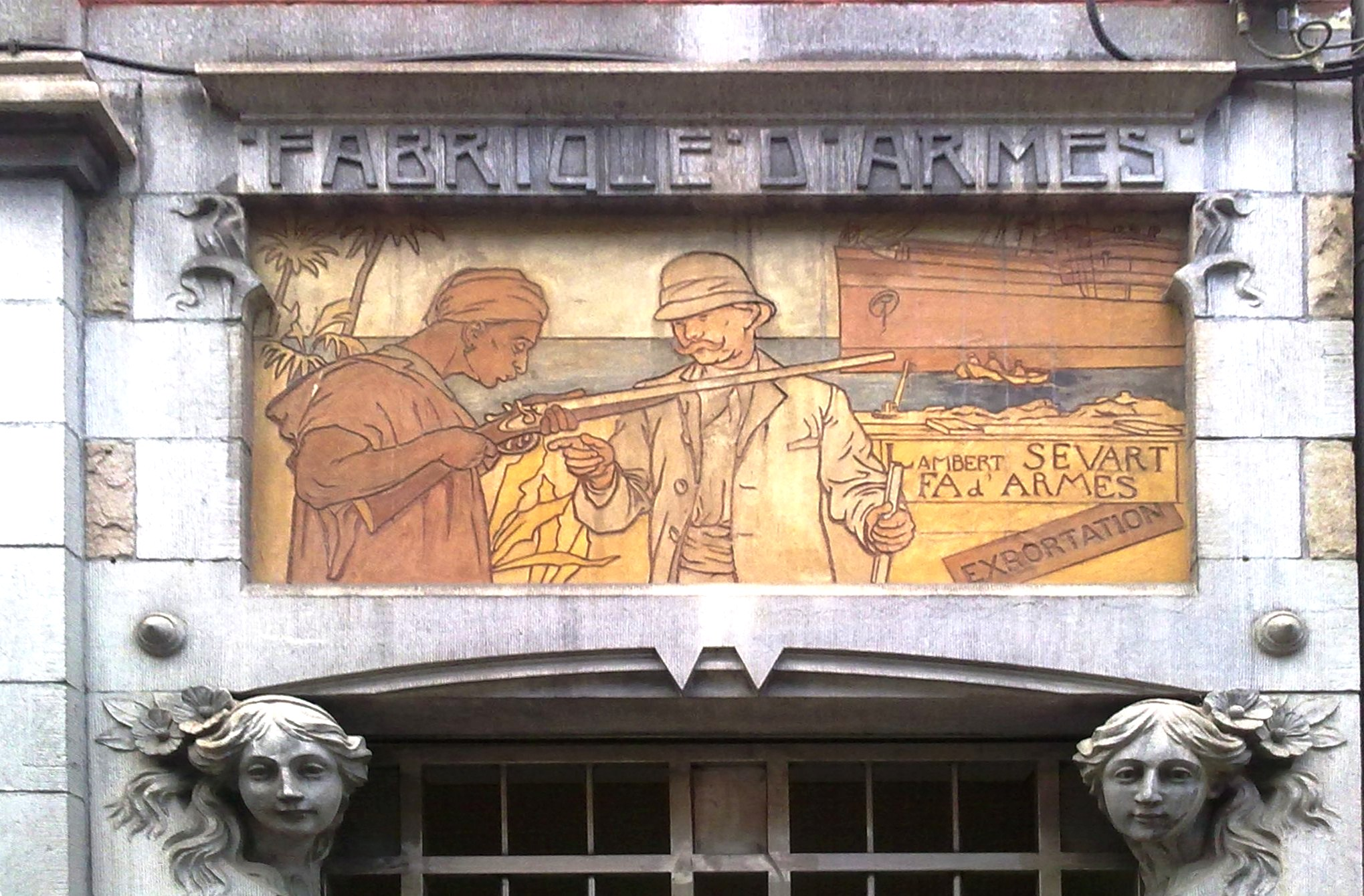
Sgraffite du Marchand d'armes Lambert SEVART à Liège

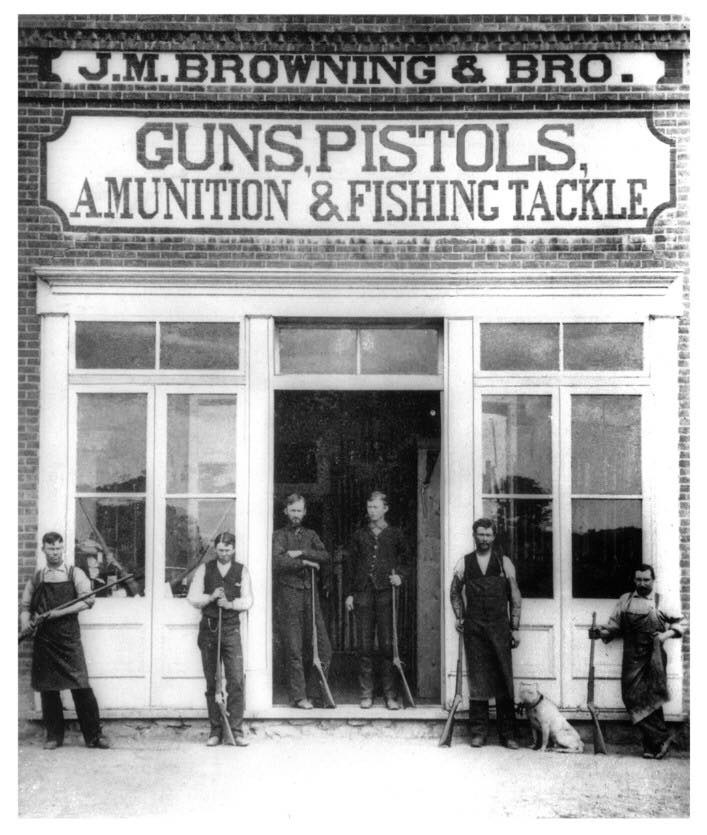
Commerce des frères Browning à Ogden (USA)

Un fabricant d'armes est un particulier ou une entreprise qui fabrique des armes à des fins commerciales ou non.
Au XXIe siècle, le terme de « fabricants d' armes » évoque généralement les distributeurs d'armes de guerre tels que les armes à feu individuelles (fusils mitrailleurs et autres armes automatiques), les projectiles explosifs ou chimiques, les chars d'assaut, les navires de guerre, les avions de chasse et les autres engins susceptible d'être utilisés lors de conflits militaires.
Cet article traite principalement de l'histoire des fabricants d'armes depuis l'Antiquité, jusqu'à l'Époque contemporaine.

## Histoire

### Antiquité

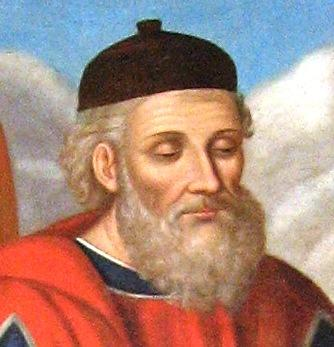
Diodore de Sicile

De nombreux auteurs techniciens antiques rédigent des traités sur les machines de jet. Sans être de vrais fabricants, ils peuvent cependant être présentées comme des concepteurs. Les plus connus sont les Grecs Héron d’Alexandrie, Philon de Byzance, auteur d'un traité de fortification, d'attaque et de défense des places et Biton, ainsi que le romain Vitruve, créateur de machines de guerre, telles que des catapultes et des balistes.
Durant le Ve siècle le tyran Diodore de Sicile, en lutte contre les Carthaginois, encourage la production d'armes. Il recrute également des ingénieurs pour inventer de nouvelles armes, comme le gastrophète, ancêtre de l’arbalète.
Végèce, un haut fonctionnaire du Bas-Empire romain, ayant vécu entre les IVe et Ve siècles, fonctionnaire des finances de l'Empire, relate dans un ouvrage dénommé Epitoma rei militaris les savoirs militaires romains mais également grecs.

### Moyen Âge
Durant l'époque médiévale, il existe de nombreux métiers liés à la fabrication et la vente d'armes, notamment les haubergiers qui concevaient les hauberts en cotte de mailles, les heaumiers qui élaboraient les casques, les écassiers qui fabriquaient les boucliers, les brigandiniers qui créaient une cuirasse légère, les trumelliers qui forgeaient les trumelières (partie de l’armure qui couvrait les jambes).
Autour du XVe siècle, l'ensemble de ces métiers finirent par se rassembler, en une seule corporation : celle des d’armuriers. À Paris, les artisans étaient presque tous groupés dans la rue de la Heaumerie, située non loin de l’hôtel de ville.
Les statuts des armuriers et fourbisseurs les plus anciennement connus sont datés de 1409, sous le règne de Charles VI
Le savant Marcus Graecus (personnage historique ou légendaire) est l'auteur d'un ouvrage dénommé Liber ignium ad comburendos hostes (« traité des feux propre à détruire des ennemis ») qui présente trente-cinq recettes dont des procédures de fabrication de produits inconnus ou peu connus jusque-là en Europe occidentale pour la première fois en latin la recette du feu grégeois, de la poudre à canon, de la préparation du salpêtre.
Bien que son existence ne soit pas attestée, il est un des premiers concepteurs d'armes connus dans l'histoire, malgré le fait qu'il n'ait repris et recensé des types d'armes déjà connues.

### Renaissance

#### Beretta
En 1526, un armurier de Gardone Val Trompia (province de Brescia), Mastro Bartolomeo Beretta reçut 296 ducats en paiement de 185 canons d'arquebuses vendus à l'Arsenal de Venise. Le bon de commande est encore conservé dans les archives de la compagnie. En 2014, la société Berreta produit encore des armes militaires et civiles.

### Temps Modernes

#### La fonderie de canons de marine de Saint-Gervais (Isère)

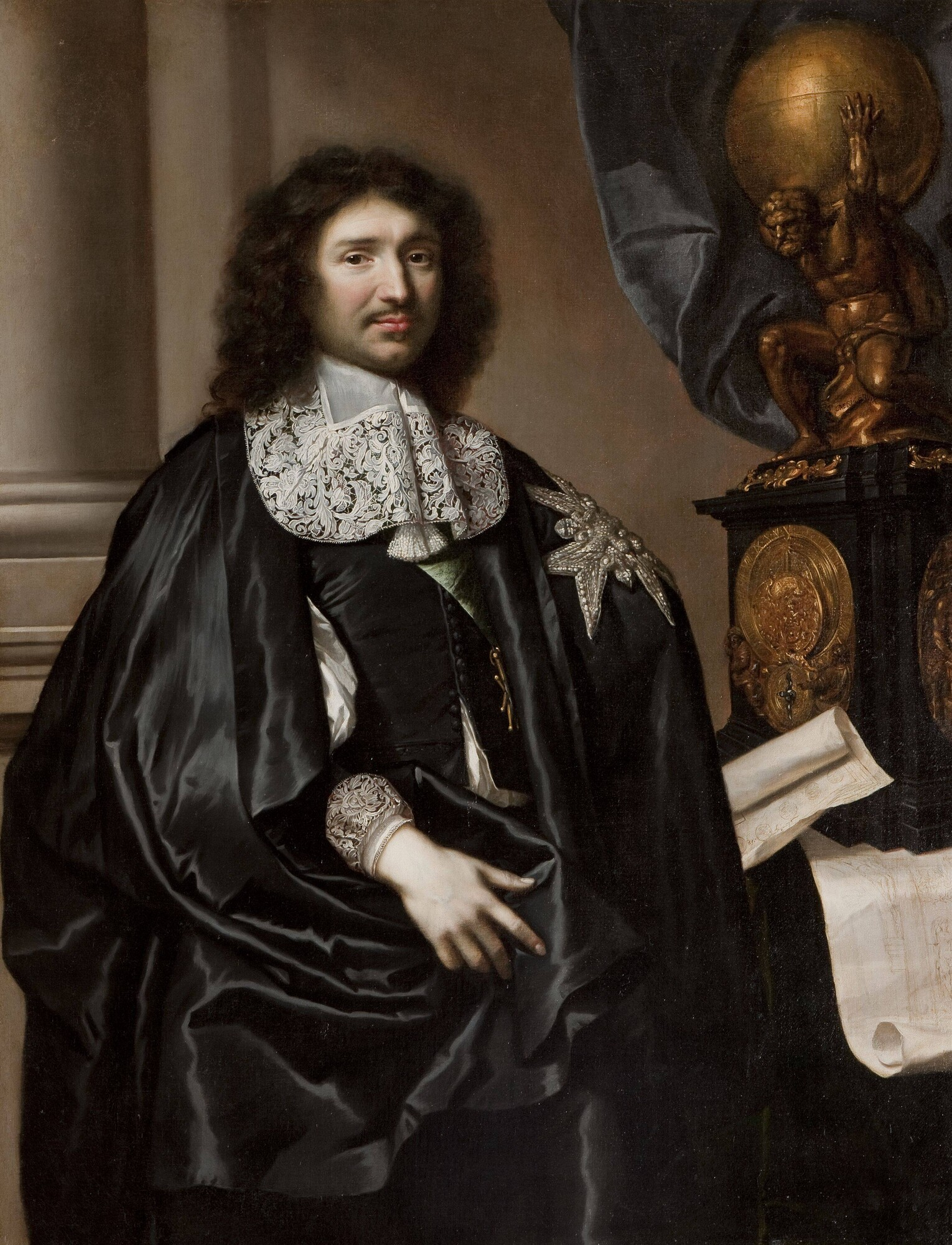
Jean-Baptiste Colbert

La fonderie royale de canons de marine de Saint-Gervais est créée en 1679 par la présidente de Saint-André, marquise de Virieu et dame de Saint-Gervais, sur une initiative du ministre Jean-Baptiste Colbert.
De 1680 à 1690 la production annuelle est de près de 200 pièces en moyenne par an. Le pic est atteint en 1683, année de la mort de Colbert, le protecteur de Daliès, avec 272 canons fournis à la Marine, la plupart portant la célèbre devise : "Ultima ratio regum" (« la dernière raison des rois »).
Les canons coulés à Saint-Gervais sont acheminés vers le port et l'arsenal de Toulon par voie fluviale. Leur qualité est remarquable et leur réputation tient à celle de la fonte "les fontes grises et truitées fabriquées avec le minerai spathique des Alpes - celui des fosses minières de Pinsot, près d'Allevard - étaient douées en effet d'une résistance considérable à la rupture" (Ernest Chabrand).
Liée aux commandes de l'État, soumise à de très nombreux changements d'entrepreneurs, la production est très irrégulière car souvent freinée par les pénuries de charbons de bois. Le redémarrage de la fonderie de Saint-Gervais se fera au premier temps de l'Empire avec la remise à feu progressive des fourneaux.
En 1862, l'établissement recevra une commande de 250 canons de 36 livres se chargeant par la culasse, puis, deux ans plus tard, d'une dernière commande de 200 canons.

#### La Manufacture d'armes de Saint-Étienne

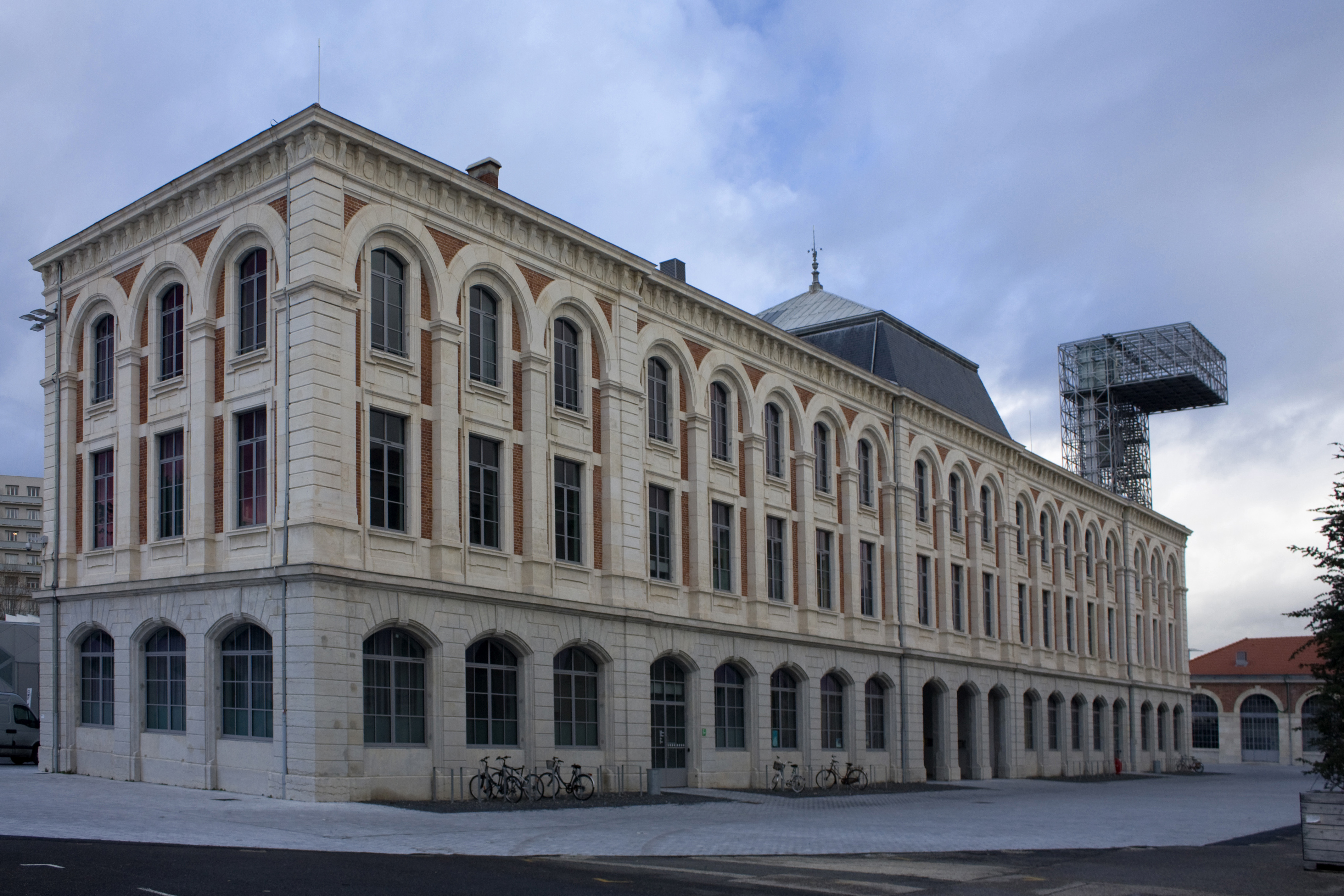
La Manufacture d'armes de Saint-Étienne.

La Manufacture royale d'arme, est créée en 1764, avec l’approbation du roi Louis XV, sous la direction de M. de Montbéliard qui était inspecteur de la manufacture de Charleville et la propriété de Jean Joseph Carrier de Montieu. Elle obtient le titre de « manufacture royale » qui lui permet d’être le fournisseur officiel des troupes françaises et étrangères. À la Révolution française, la fabrication des armes prend une extension, Saint-Étienne est reconnue comme une vraie cité promue à la fabrication d'armes et elle est surnommée Armeville.
Saint-Étienne est également la ville où est implanté le plus ancien fabricant d'armes de chasse français, Verney-Carron.

### Époque contemporaine

#### Izhmash

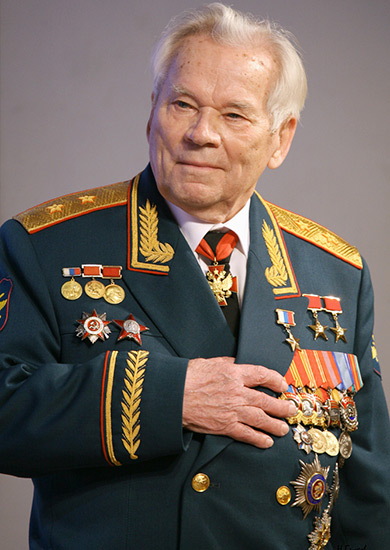
Mikhail Kalashnikov

L'une des plus anciennes marques russes, Izhmash est fondée en 1807 sur l'ordre du tsar Alexandre Ier. Ce fabricant d'armes a eu un rôle crucial dans l'histoire contemporaine de la Russie, notamment au cours de la Seconde Guerre mondiale. Selon Izhmash, l'usine a produit 11,3 millions de fusils, plus que toutes les usines allemandes combinées (10,3 millions) . La plus célèbre de ses productions, encore utilisé en 2019, est le fusil d'assaut AK-47, plus connu sous le nom de Kalachnikov, du nom de son inventeur, l'ingénieur et lieutenant-général russe, Mikhaïl Kalachnikov.

#### Eliphalet Remington
Eliphalet Remington II crée en 1816 la Remington Company afin de se lancer lui-même dans la fabrication artisanale d'un fusil, puis en 1828, il lance la fabrication industrielle dans une usine installée près d'Ilion, dans l'État de New York. Racheté sous le nom de la Remington UMC, l'entreprise se lance dans la vente internationale, notamment durant la Première Guerre mondiale

#### Smith, Wesson et Samuel Colt
Fondée en 1852 à Springfield dans le Massachusetts par Horace Smith et Daniel B. Wesson, s'est d'abord appelée Volcanic Repeating Arms Company, du nom du pistolet qu'elle fabrique, le Volcanic repeating gun. En 1836, le brevet pris par Colt sur la fabrication des revolvers à barillet fera la fortune de l'entreprise grâce notamment à la guerre de Sécession. En 1964, la famille Wesson a perdu le contrôle de l'entreprise, laquelle est détenue par plusieurs firmes multinationales.
Durant la même période, Samuel Colt, en collaboration avec le capitaine Walker, officier des Texas Rangers, diffuse des modèles de revolver qui seront utilisés par l'armée américaine.

#### Alfred Nobel

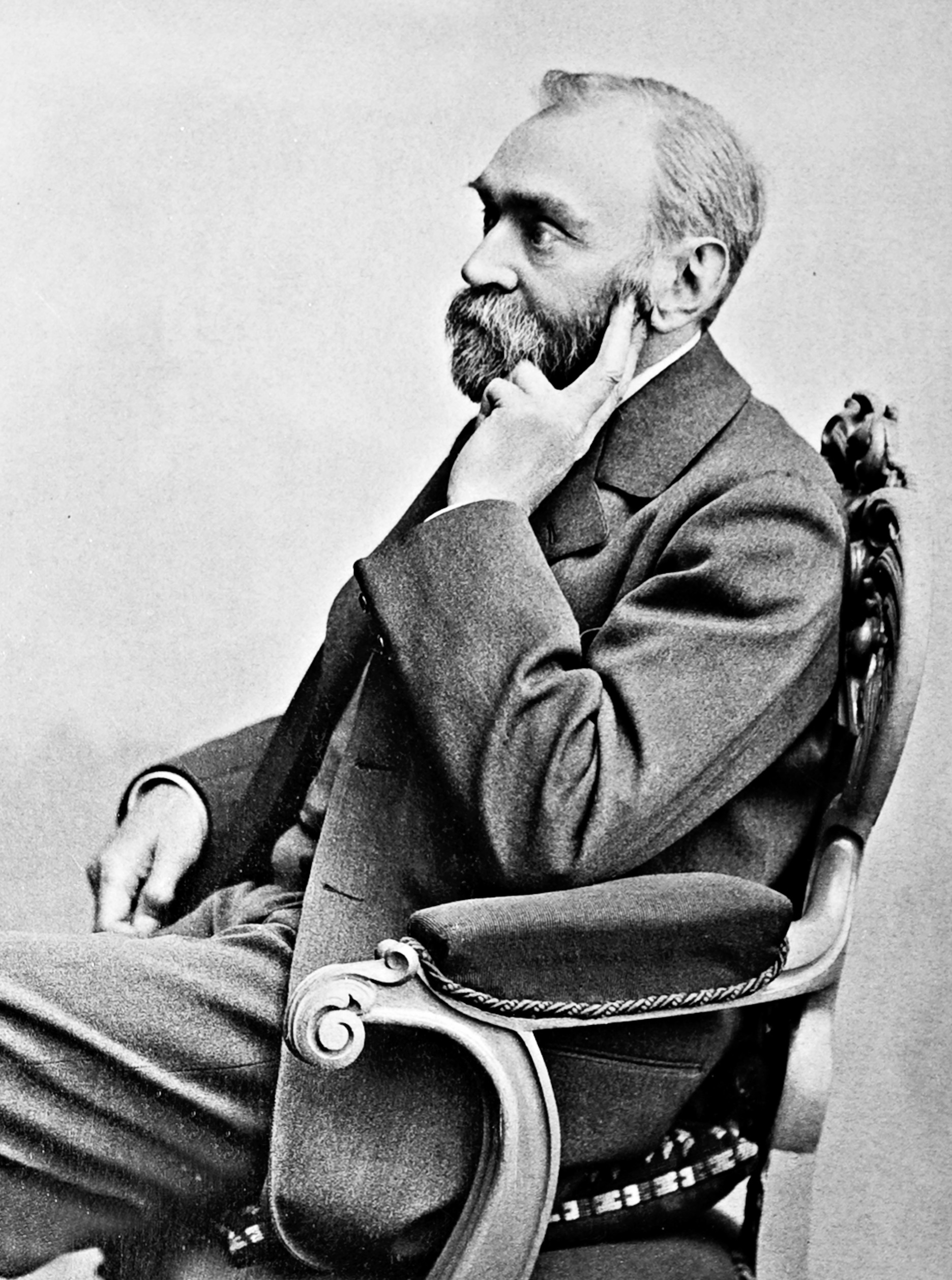
Alfred Nobel

Le chimiste, industriel suédois Alfred Nobel reste aux yeux d'une grande partie de la population de l'époque, un des fabricants d'armes les plus décriés. Dépositaire de plus de 350 brevets scientifiques de son vivant, dont celui de la dynamite, il fut le propriétaire de l'entreprise d'armement Bofors. La publication erronée par un journal français évoquant sa mort supposée, condamnant son invention de la dynamite, en 1888 décide Nobel de laisser une meilleure image de lui au monde après sa mort en créant ses fameux prix. La nécrologie affirmait ainsi : « Le marchand de la mort est mort. Le Dr Alfred Nobel, qui fit fortune en trouvant le moyen de tuer plus de personnes plus rapidement que jamais auparavant, est mort hier,.»

#### La famille Krupp
À l'origine d'un grand groupe industriel allemand durant l'Empire allemand (1871-1918) et le Troisième Reich, la famille Krupp est également connue comme étant un fabricant d'armes, notamment des canons, dont le site industriel était fixé à Essen
À la fin de la Seconde Guerre mondiale, Alfried Krupp, propriétaire et directeur général de l'entreprise familiale est arrêté et mis en prison par l'armée américaine en 1945. En 1947, les charges de crimes contre la paix, pillage, crimes contre l'humanité et conspiration sont retenues contre lui et il sera condamné à 12 ans et confiscation de ses biens, mais à la faveur d'une amnistie, il sort de prison et l'ensemble de ses biens lui sont restitués. Il accepte de signer un accord avec la commission chargée des dommages de guerre juifs et de verser 2,5 millions de dollars (0,2 % de la fortune familiale), soit 500 dollars par victime survivante. À la mort d'Alfred, son fils Arndt renoncera à son héritage.